# Житловий комплекс «Арк Палас № 1»
Житловий комплекс «Арк Палас №1» — 25-поверховий хмарочос у місті Одеса. Будувався 2004—2008 роки. Споруда є найвищим хмарочосом міста.